# Copa Libertadores 1978
Die Copa Libertadores 1978 war die 19. Auflage des wichtigsten südamerikanischen Fußballwettbewerbs für Vereinsmannschaften. 21 Mannschaften nahmen teil. Es nahmen jeweils die Landesmeister der CONMEBOL-Länder und die Zweiten teil. Das Teilnehmerfeld komplettierte Titelverteidiger CA Boca Juniors. Das Turnier begann am 5. März und endete am 28. November 1978 mit dem Final-Rückspiel. Der argentinische Vertreter Boca Juniors gewann das Finale gegen Deportivo Cali und konnte seinen Titel aus dem Vorjahr verteidigen.

## 1. Gruppenphase

### Gruppe 1
| Pl. | Verein           | Sp. | S | U | N | Tore    | Diff. | Punkte |
| --- | ---------------- | --- | - | - | - | ------- | ----- | ------ |
| 1.  | River Plate      | 6   | 2 | 4 | 0 | 007:100 | +6    | 08     |
| 2.  | CA Independiente | 6   | 3 | 2 | 1 | 006:200 | +4    | 08     |
| 3.  | LDU Quito        | 6   | 2 | 1 | 3 | 004:100 | −6    | 05     |
| 4.  | CD El Nacional   | 6   | 1 | 1 | 4 | 006:100 | −4    | 03     |

|                  |   |                  | Hinspiel | Rückspiel |
| ---------------- | - | ---------------- | -------- | --------- |
| Liga de Quito    | - | CA Independiente | 1:0      | 0:2       |
| CD El Nacional   | - | River Plate      | 1:1      | 0:2       |
| Liga de Quito    | - | River Plate      | 0:0      | 0:4       |
| CD El Nacional   | - | CA Independiente | 1:2      | 0:2       |
| CA Independiente | - | River Plate      | 0:0      | 0:0       |
| CD El Nacional   | - | Liga de Quito    | 2:0      | 2:3       |

#### Entscheidungsspiel um den Gruppensieg
|             | Ergebnis |                  |
| ----------- | -------- | ---------------- |
| River Plate | 4:1      | CA Independiente |

### Gruppe 2
| Pl. | Verein             | Sp. | S | U | N | Tore    | Diff. | Punkte |
| --- | ------------------ | --- | - | - | - | ------- | ----- | ------ |
| 1.  | Alianza Lima       | 6   | 5 | 1 | 0 | 019:500 | +14   | 11     |
| 2.  | Sporting Cristal   | 6   | 3 | 1 | 2 | 009:900 | ±0    | 07     |
| 3.  | Club The Strongest | 6   | 2 | 0 | 4 | 007:120 | −5    | 04     |
| 4.  | Oriente Petrolero  | 6   | 1 | 0 | 5 | 005:140 | −9    | 02     |

|                    |   |                   | Hinspiel | Rückspiel |
| ------------------ | - | ----------------- | -------- | --------- |
| Club The Strongest | - | Oriente Petrolero | 2:0      | 1:4       |
| Alianza Lima       | - | Sporting Cristal  | 2:2      | 4:1       |
| Club The Strongest | - | Sporting Cristal  | 3:1      | 0:3       |
| Oriente Petrolero  | - | Alianza Lima      | 0:4      | 1:5       |
| Oriente Petrolero  | - | Sporting Cristal  | 0:1      | 0:1       |
| Club The Strongest | - | Alianza Lima      | 1:2      | 0:2       |

### Gruppe 3
| Pl. | Verein           | Sp. | S | U | N | Tore    | Diff. | Punkte |
| --- | ---------------- | --- | - | - | - | ------- | ----- | ------ |
| 1.  | Atlético Mineiro | 6   | 4 | 2 | 0 | 016:800 | +8    | 10     |
| 2.  | Unión Española   | 6   | 1 | 4 | 1 | 007:100 | −3    | 06     |
| 3.  | FC São Paulo     | 6   | 1 | 3 | 2 | 006:700 | −1    | 05     |
| 4.  | CD Palestino     | 6   | 1 | 1 | 4 | 008:120 | −4    | 03     |

|                  |   |                  | Hinspiel | Rückspiel |
| ---------------- | - | ---------------- | -------- | --------- |
| Unión Española   | - | CD Palestino     | 0:0      | 3:2       |
| Atlético Mineiro | - | FC São Paulo     | 1:1      | 2:1       |
| CD Palestino     | - | FC São Paulo     | 0:1      | 2:1       |
| Unión Española   | - | Atlético Mineiro | 1:1      | 1:5       |
| CD Palestino     | - | Atlético Mineiro | 4:5      | 0:2       |
| Unión Española   | - | FC São Paulo     | 1:1      | 1:1       |

### Gruppe 4
| Pl. | Verein                | Sp. | S | U | N | Tore    | Diff. | Punkte |
| --- | --------------------- | --- | - | - | - | ------- | ----- | ------ |
| 1.  | Deportivo Cali        | 6   | 3 | 2 | 1 | 005:300 | +2    | 08     |
| 2.  | Club Atlético Peñarol | 6   | 3 | 0 | 3 | 007:700 | ±0    | 06     |
| 3.  | Atlético Junior       | 6   | 1 | 4 | 1 | 001:100 | ±0    | 06     |
| 4.  | Danubio FC            | 6   | 1 | 2 | 3 | 006:800 | −2    | 04     |

|                       |   |                       | Hinspiel | Rückspiel |
| --------------------- | - | --------------------- | -------- | --------- |
| Atlético Junior       | - | Deportivo Cali        | 0:0      | 0:0       |
| Club Atlético Peñarol | - | Danubio FC            | 4:2      | 2:1       |
| Atlético Junior       | - | Danubio FC            | 0:0      | 0:0       |
| Deportivo Cali        | - | Club Atlético Peñarol | 1:0      | 2:0       |
| Deportivo Cali        | - | Danubio FC            | 2:0      | 0:3       |
| Atlético Junior       | - | Club Atlético Peñarol | 1:0      | 0:1       |

### Gruppe 5
| Pl. | Verein                | Sp. | S | U | N | Tore    | Diff. | Punkte |
| --- | --------------------- | --- | - | - | - | ------- | ----- | ------ |
| 1.  | Club Cerro Porteño    | 6   | 3 | 3 | 0 | 007:300 | +4    | 09     |
| 2.  | Portuguesa FC         | 6   | 2 | 2 | 2 | 005:500 | ±0    | 06     |
| 3.  | Estudiantes de Mérida | 6   | 1 | 3 | 2 | 006:800 | −2    | 05     |
| 4.  | Club Libertad         | 6   | 1 | 2 | 3 | 004:600 | −2    | 04     |

|                       |   |                    | Hinspiel | Rückspiel |
| --------------------- | - | ------------------ | -------- | --------- |
| Club Cerro Porteño    | - | Club Libertad      | 1:0      | 0:0       |
| Estudiantes de Mérida | - | Portuguesa FC      | 0:0      | 2:1       |
| Estudiantes de Mérida | - | Club Cerro Porteño | 1:3      | 1:1       |
| Portuguesa FC         | - | Club Libertad      | 1:0      | 2:1       |
| Estudiantes de Mérida | - | Club Libertad      | 1:1      | 1:2       |
| Portuguesa FC         | - | Club Cerro Porteño | 1:1      | 0:1       |

## 2. Gruppenphase

### Gruppe 1
| Pl. | Verein           | Sp. | S | U | N | Tore    | Diff. | Punkte |
| --- | ---------------- | --- | - | - | - | ------- | ----- | ------ |
| 1.  | Boca Juniors     | 4   | 3 | 1 | 0 | 007:200 | +5    | 07     |
| 2.  | River Plate      | 4   | 1 | 1 | 2 | 001:300 | −2    | 03     |
| 3.  | Atlético Mineiro | 4   | 1 | 0 | 3 | 003:600 | −3    | 02     |

|                  |   |                  | Hinspiel | Rückspiel |
| ---------------- | - | ---------------- | -------- | --------- |
| Boca Juniors     | - | River Plate      | 0:0      | 2:0       |
| Atlético Mineiro | - | Boca Juniors     | 1:2      | 1:3       |
| River Plate      | - | Atlético Mineiro | 1:0      | 0:1       |

### Gruppe 2
| Pl. | Verein             | Sp. | S | U | N | Tore    | Diff. | Punkte |
| --- | ------------------ | --- | - | - | - | ------- | ----- | ------ |
| 1.  | Deportivo Cali     | 4   | 3 | 1 | 0 | 012:400 | +8    | 07     |
| 2.  | Club Cerro Porteño | 4   | 1 | 1 | 2 | 004:900 | −5    | 03     |
| 3.  | Alianza Lima       | 4   | 1 | 0 | 3 | 007:100 | −3    | 02     |

|                |   |                    | Hinspiel | Rückspiel |
| -------------- | - | ------------------ | -------- | --------- |
| Alianza Lima   | - | Club Cerro Porteño | 3:0      | 1:3       |
| Deportivo Cali | - | Club Cerro Porteño | 1:1      | 4:0       |
| Deportivo Cali | - | Alianza Lima       | 3:2      | 4:1       |

## Finale

### Hinspiel
| Deportivo Cali                                                           | Deportivo Cali | Boca Juniors | Boca Juniors |
| ------------------------------------------------------------------------ | --- | --- | ------------ |
| Deportivo Cali                                                           | \| 23. November 1978 in Cali, Kolumbien (Estadio Olímpico Pascual Guerrero) \| \| Ergebnis: 0:0 \| \| Zuschauer: 50.000 \| \| Schiedsrichter: Héctor Ortíz ( Paraguay) \|                                                                               | \| 23. November 1978 in Cali, Kolumbien (Estadio Olímpico Pascual Guerrero) \| \| Ergebnis: 0:0 \| \| Zuschauer: 50.000 \| \| Schiedsrichter: Héctor Ortíz ( Paraguay) \|                                            | Boca Juniors |
| Deportivo Cali                                                           | Pedro Zape – William Ospina, Fernando Castro (Heriberto Correa), Henry Caicedo, Miguel Escobar, César Arce Valverde, Rafael Otero (Héctor Jaramillo), Ángel Landucci, Ángel Torres, Néstor Scotta, Alberto de Jesús Benítez Cheftrainer: Carlos Bilardo | Carlos Rodríguez – Vicente Pernía, Francisco Sá, Roberto Mouzo, Miguel Bordón, Jorge Benítez, Rubén Suñé, Mario Zanabria, Ernesto Mastrángelo, Carlos Horacio Salinas, Hugo Perotti Cheftrainer: Juan Carlos Lorenzo | Boca Juniors |
| 23. November 1978 in Cali, Kolumbien (Estadio Olímpico Pascual Guerrero) | | |              |
| Ergebnis: 0:0                                                            | | |              |
| Zuschauer: 50.000                                                        | | |              |
| Schiedsrichter: Héctor Ortíz ( Paraguay)                                 | | |              |

### Rückspiel
| Boca Juniors                                                            | Boca Juniors | Deportivo Cali | Deportivo Cali |
| ----------------------------------------------------------------------- | --- | --- | -------------- |
| Boca Juniors                                                            | \| 28. November 1978 in Buenos Aires, Argentinien (Estadio Camilo Cichero) \| \| Ergebnis: 4:0 (1:0) \| \| Zuschauer: 80.000 \| \| Schiedsrichter: Edison Pérez Núñez ( Peru) \|                                               | \| 28. November 1978 in Buenos Aires, Argentinien (Estadio Camilo Cichero) \| \| Ergebnis: 4:0 (1:0) \| \| Zuschauer: 80.000 \| \| Schiedsrichter: Edison Pérez Núñez ( Peru) \|                                                                   | Deportivo Cali |
| Boca Juniors                                                            | Hugo Gatti – Vicente Pernía, Francisco Sá, Roberto Mouzo, Miguel Bordón, Jorge Benítez (Carlos Veglio), Rubén Suñé, Mario Zanabria, Ernesto Mastrángelo, Carlos Horacio Salinas, Hugo Perotti Cheftrainer: Juan Carlos Lorenzo | Pedro Zape – William Ospina (Fernando Castro), Miguel Escobar, Henry Caicedo, Heriberto Correa, César Arce Valverde, Ángel Landucci, Rafael Otero (Diego Umaña), Ángel Torres, Néstor Scotta, Alberto de Jesús Benítez Cheftrainer: Carlos Bilardo | Deportivo Cali |
| Boca Juniors                                                            | 1:0 Hugo Perotti (15.) 2:0 Ernesto Mastrángelo (60.) 3:0 Carlos Salinas (71.) 4:0 Hugo Perotti (85.) | | Deportivo Cali |
| 28. November 1978 in Buenos Aires, Argentinien (Estadio Camilo Cichero) | | |                |
| Ergebnis: 4:0 (1:0)                                                     | | |                |
| Zuschauer: 80.000                                                       | | |                |
| Schiedsrichter: Edison Pérez Núñez ( Peru)                              | | |                |